# Sopilka
Sopilka (ukrainisch сопілка) ist eine in der Ukraine gespielte Kernspaltflöte mit traditionell sechs bis acht und in einer modernen, chromatischen Version zehn Fingerlöchern. Die landesweit in Volksmusikensembles verwendete sopilka wurde ursprünglich von Hirten gespielt; sie ist mit der denziwka im Westen der Ukraine, der dudka in Belarus und der sopel in Russland verwandt. Sopilka bezeichnet darüber hinaus allgemein ukrainische Flöten, zu denen auch kurze mundstücklose Längsflöten gehören, die unter verschiedenen regionalen Namen bekannt sind.

## Herkunft und Verbreitung

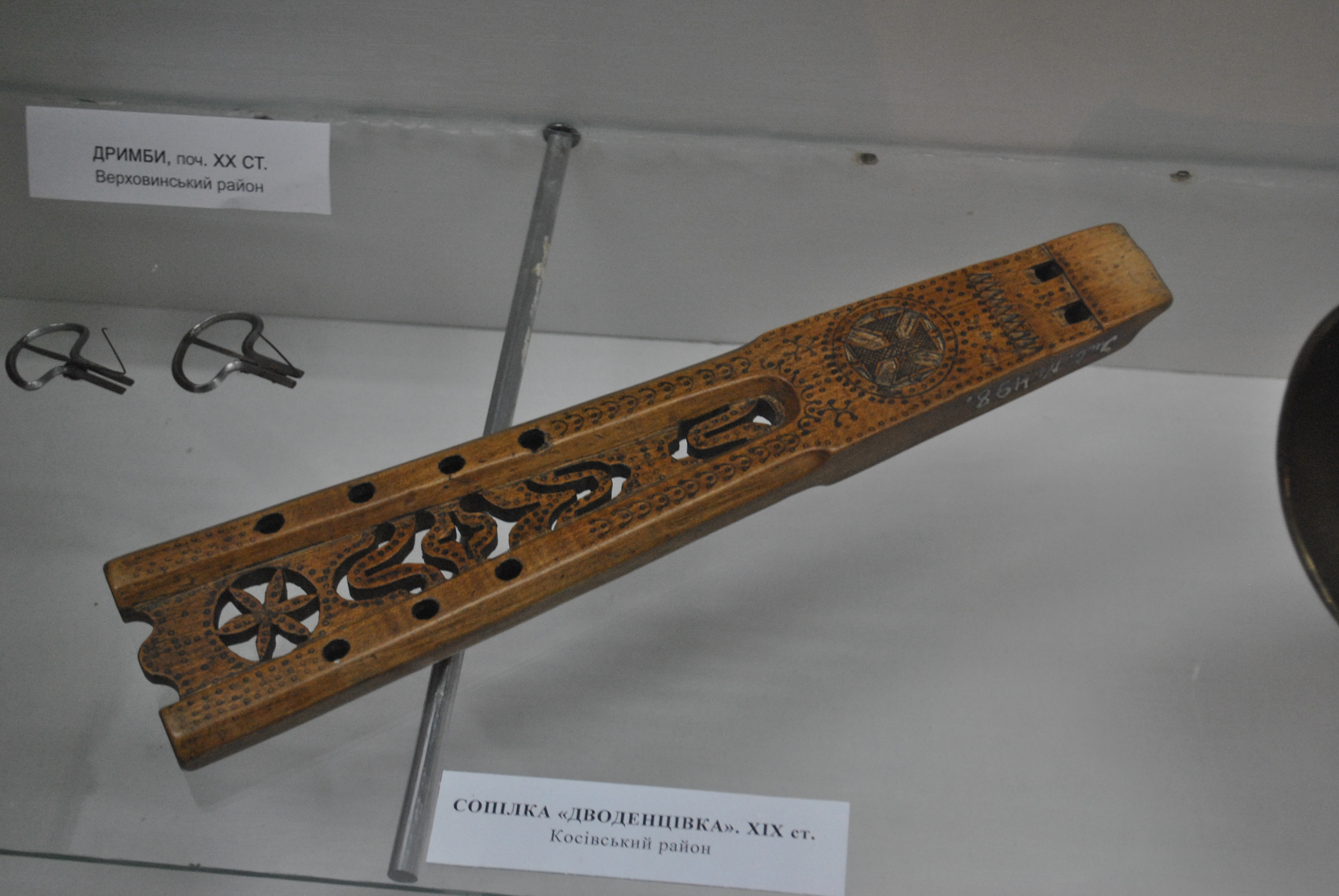
Ukrainische dwodenziwka, eine Doppelflöte

Die ältesten Flötenfunde sind Knochenflöten, die im europäischen Raum offenbar mehrheitlich über einen Kernspalt angeblasen wurden, während in Asien und auf dem amerikanischen Kontinent über das obere Ende geblasene Kerbflöten vorherrschten. Als Melodieinstrument dürfte entwicklungsgeschichtlich die Panflöte der Flöte mit Fingerlöchern vorausgegangen sein, da Fingerlochflöten mit einer Spielröhre bei gleichen melodischen Möglichkeiten eine Materialersparnis und damit Weiterentwicklung gegenüber mehreren, nur einen Ton produzierenden Pfeifen (Eintonflöten) darstellen.
Für Sibirien sind mit Gravuren verzierte Vogelröhrenknochen aus der Jungsteinzeit, die vermutlich zu einer Panflöte gehörten, im Gebiet des Baikalsees nachgewiesen. Sie stammen aus Grabbeigaben der dortigen Kitoi-Kultur (2500–1500 v. Chr.). Es gibt vergleichbare Funde aus anderen ur- und frühgeschichtlichen Grabstätten. Besonders ähnlich sind die sieben bis acht Vogelröhrenknochen einer Panflöte aus einem neolithischen Gräberfeld bei Mariupol in der Ukraine. Sie gehörte zu einer Jäger- und Fischer-Gesellschaft des ausgehenden 3. Jahrtausends v. Chr. Mit zehn Zentimetern Länge klang sie – wie für die Jungsteinzeit üblich – extrem hoch und produzierte möglicherweise Töne der fünf- und sechsgestrichenen Oktave.
Kernspaltflöten sind aus Glaskowo im Baikalgebiet und anderen Siedlungen neolithischer Jäger- und Fischer im nördlichen Asien bekannt. Im südlichen Zentralasien sind seit der Mitte des 1. Jahrtausends Terrakottastatuetten mit Längsflöten spielenden Musikerinnen überliefert. Flöten in dieser Region sind unter dem Namen tulak oder ähnlich verbreitet. Von der frühmittelalterlichen, über Osteuropa verbreiteten Kultur der Awaren blieben aus Schienbeinknochen von Kranichen gefertigte Doppelflöten mit fünf Fingerlöchern erhalten, die als Beleg für eine möglicherweise pentatonische Musik herangezogen werden. Eine gedoppelte Schnabelflöte in der heutigen Ukraine, die aus zwei parallelen, in ein Holzstück gebohrten Spielröhren besteht, ist die dwodenziwka. Sie ähnelt der slowakischen Doppelflöte dvojačka. Die Flöte besitzt entweder zwei Melodieröhren mit vier Fingerlöchern rechts und drei Fingerlöchern links oder eine Melodieröhre mit fünf Fingerlöchern und daneben eine Bordunröhre ohne Fingerlöcher.

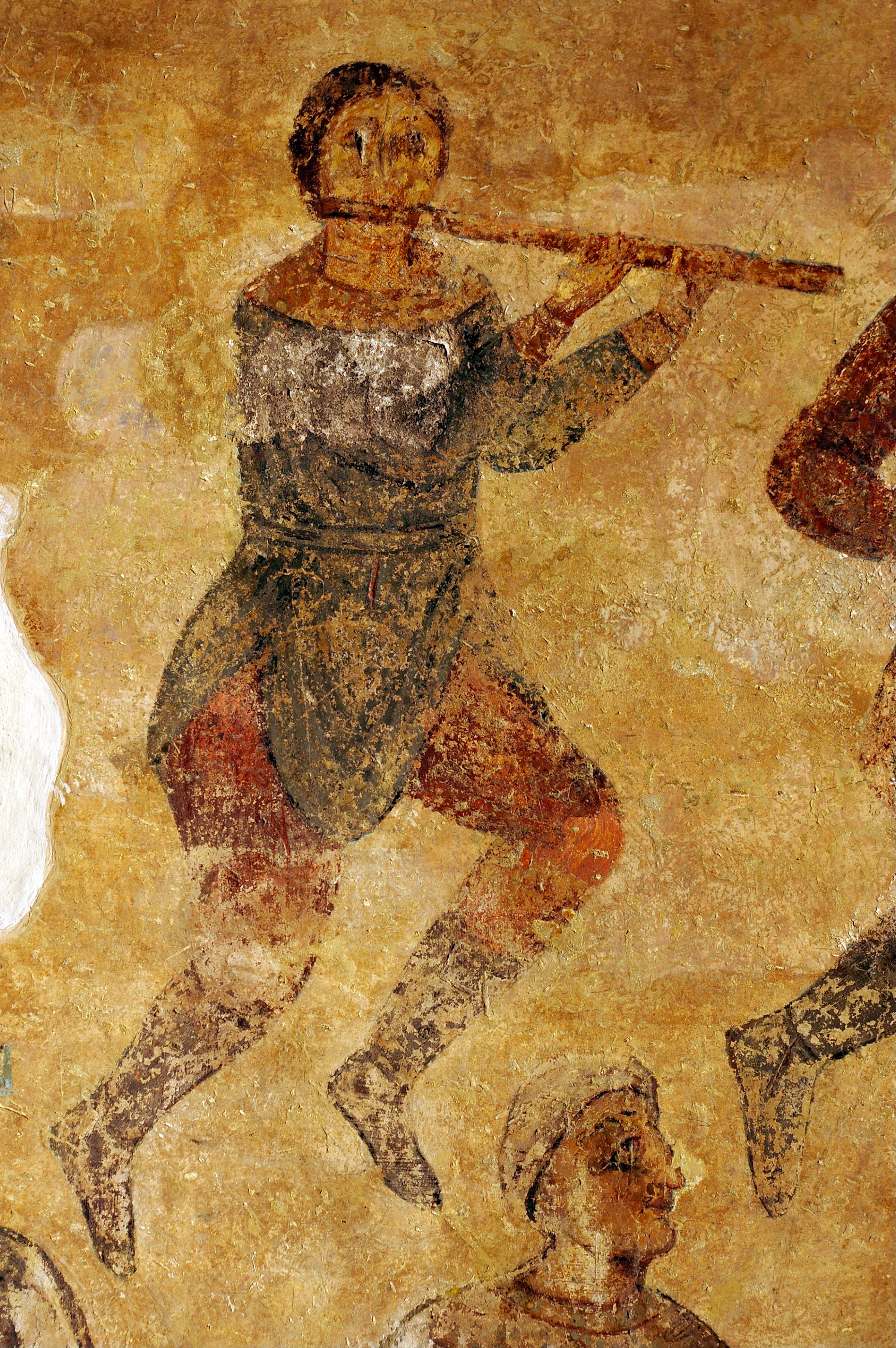
Querflötenspieler. Ausschnitt aus einem Wandbild mit Musikern und Akrobaten in der Sophienkathedrale in Kiew, 11. Jahrhundert.

Aus archäologischen Funden sind keine Querflöten in Europa bekannt. Mutmaßlich von Indien kommend tauchen Querflöten erst im 10. Jahrhundert auf illuminierten Handschriften im Byzantinischen Reich auf, von wo sie anschließend nach Europa gelangten. Ein bedeutendes frühes Zeugnis für die Existenz der Querflöte ist ein Wandbild in der Sophienkathedrale von Kiew aus dem 11. Jahrhundert, auf dem Akrobaten zu sehen sind, die außerdem Trompeten oder Schalmeien, Lauten, Psalterium und Zymbal spielen.
Der in der europäischen Volksmusik verbreitetste Flötentyp umfasst einfache, aus weichen Zweigen (Haselnuss, Holunder, Weide) oder härteren Holzarten gefertigte Längsflöten, die auch Hirtenflöten genannt werden und sechs Fingerlöcher besitzen. Zu diesem Typ gehören in Osteuropa die randgeblasene fluier in Rumänien, die ähnliche kaval in Bulgarien sowie die Kernspaltflöten furulya in Ungarn und fulyrka in den südpolnischen Karpaten. Eine in den ukrainischen Karpaten gespielte, beidseitig offene Endkantenflöte ist die floyara. Die etwa 60 Zentimeter lange floyara ist eine einfache Schäferflöte mit sechs Fingerlöchern, die in zwei Dreiergruppen angeordnet sind.
Eine Art Zwitter zwischen Endkantenflöten und Kernspaltflöten stellt die seltene Gruppe der Zungenspaltflöten (englisch tongue duct flute) dar, die eine Schneidenkante besitzen, aber keinen Blockflötenkopf, sondern ein offenes Ende, in das die Zunge hineingesteckt wird, um die Öffnung zu einem Windkanal zu verengen. Dieser Flötentyp kommt bei finno-ugrischen Völkern vor (in Finnland etwa als mäntihuilu), ebenso im ostslawischen Sprachraum: in der Ukraine mit fünf bis sechs Fingerlöchern unter dem Namen dudka. Das Wort dudka (von Russisch dut, „blasen“, verwandt mit dudy und duda für Sackpfeifen) bezeichnet darüber hinaus allgemein Kernspaltflöten in Belarus, Russland und der Ukraine. Zu den regionalen Namen dieser Kernspaltflöten gehören in Belarus  pasvistsyol, svistsyol, sipovka und sapyolka, in Russland svirer, pizhatka, sipovka und sopel sowie sopilka in der Ukraine.
Mit der sopilka namensverwandt ist die in Mazedonien und Nachbarländern gespielte schupelka (шупелка, šupelka), eine an beiden Enden offene Hirtenflöte mit sechs Fingerlöchern. Die Bezeichnungen für Blasinstrumente, zu denen auch sopila (Plural sopile) für eine auf der kroatischen Insel Krk gespielte Kegeloboe gehört, gehen auf den slawischen Wortstamm *sop, „blasen“, zurück.

## Bauform und Spielweise

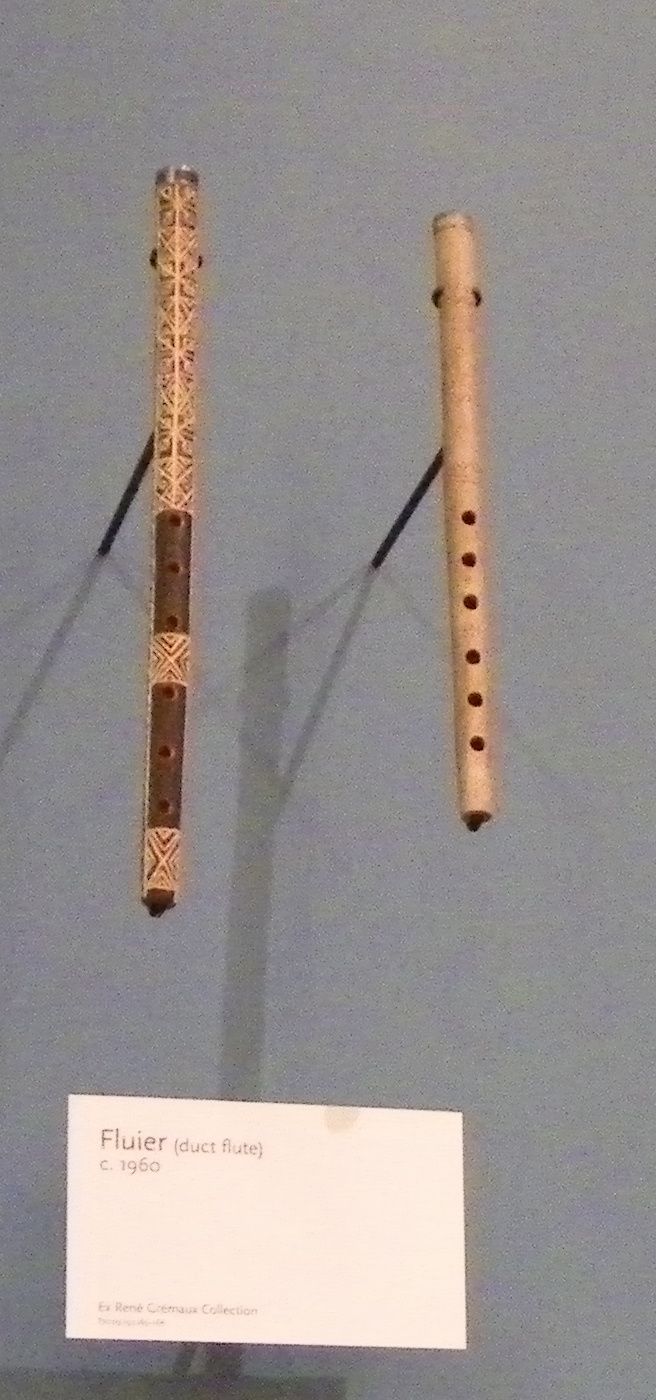
Zwei Größen der ähnlichen rumänischen Hirtenflöte fluier.

In der älteren Form besitzt die sopilka eine 30 bis 40 Zentimeter lange, zylindrische Spielröhre aus weichem Weidenholz, Haselnussholz oder Holunder mit sechs Fingerlöchern. Bei selbst gefertigten Flöten werden die Fingerlöcher mit einem Messer eingeschnitten oder mit einem glühenden Eisen ausgebrannt. Am gerade abgeschnittenen oberen Ende ist ein Holzpfropf (copyk) mit einem rechteckigen Windkanal eingesetzt. Der Luftstrom wird durch den Windkanal auf eine Anblaskante an der Oberseite der Röhre geleitet. In der Karpatenukraine im Westen des Landes heißt diese Flöte auch denziwka (auch dencivka, dentsivka).
Die aus Haselnuss hergestellte sopilka der Huzulen mit sechs Fingerlöchern produziert die Töne d–fis–a–h–c–d–e. Ein Übungsinstrument mit fünf Fingerlöchern ist bei den Hutsulen als denziwka bekannt. Die Huzulen verwenden neben diesem Flötentyp weitere, aus der Hirtentradition stammende Flöten, darunter die frilka, eine kurze, am Ende offene Kerbflöte, und die floyar(k)a, eine längere Version der frilka. Bei diesen ebenfalls sopilka genannten Flöten mit einem offenen oberen Ende, die in den Volksmusikgruppen der Karpatenukraine verwendet werden, ist die Tonbildung schwieriger als bei Flöten mit Windkanal. Die leise und tief klingende floyara ist etwa ein Meter lang und besitzt sechs Fingerlöcher. Sie wird meist solistisch gespielt, wobei der Musiker mit seiner Stimme einen tiefen Brummton ergänzt.
Die hoch klingende frilka ist ein Orchesterinstrument, das entsprechend seiner Begleitfunktion in unterschiedlichen Längen verwendet wird. Für das Zusammenspiel mit einer Violine dient eine 20 Zentimeter lange frilka mit der Tonhöhe einer Piccoloflöte und für das Hackbrett cymbaly (tsymbaly) eignet sich eine 30 Zentimeter lange Flöte. Tiefer klingt eine 40 Zentimeter lange Variante.
Eine einfache ukrainische Kernspaltflöte ohne Fingerlöcher ist die auch bei den Huzulen vorkommende, 70 Zentimeter lange telenka (теленка, auch tylynka), die mit der rumänischen tilincă und der slowakischen koncovka verwandt ist. Durch abwechselndes Öffnen und Schließen der unteren Öffnung mit dem Finger und durch Überblasen kann der Spieler eine Reihe von Obertönen erzeugen. Außerdem lassen sich die Töne durch partielles Schließen des unteren Endes stufenweise erhöhen.
Eine weitere ukrainische Flöte, die in den westukrainischen Bergen vorkommt, ist die zubivka (зубівка, subiwka, auch skosivka). Das Mundstück dieser etwa 60 Zentimeter langen, fingerlochlosen Flöte ist diagonal etwa im 45-Grad-Winkel angeschnitten.

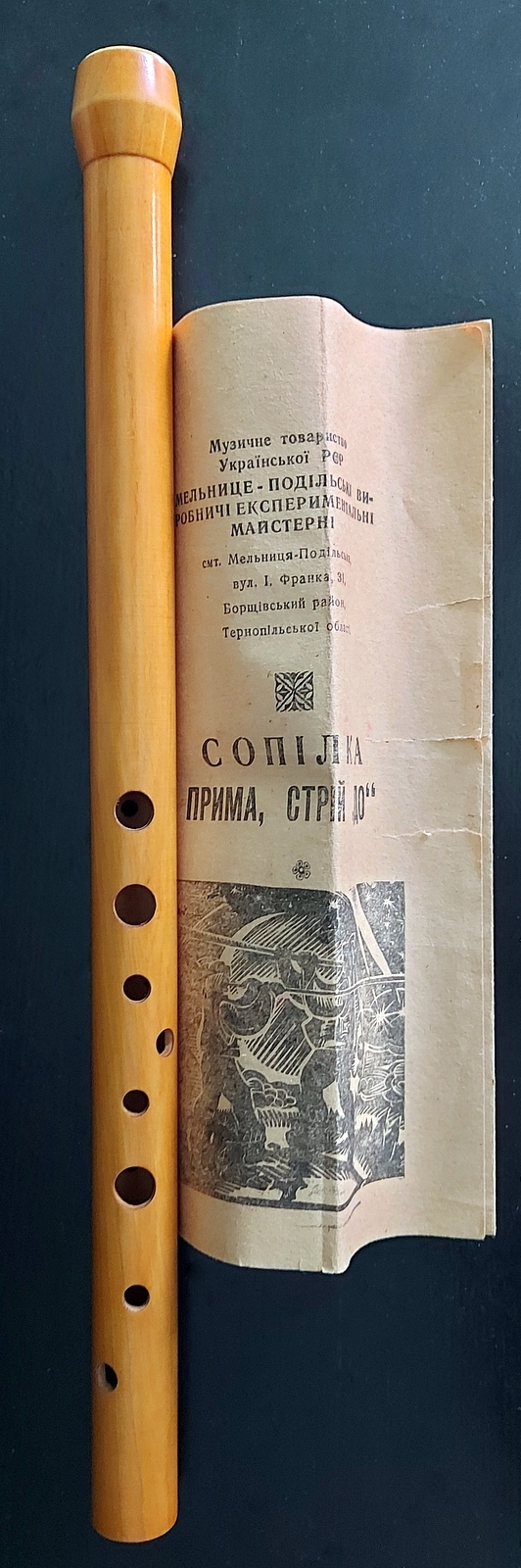
Ukrainische Sopilka

In den mittelalterlichen Quellen bis zum 13. Jahrhundert zu Kiew, damals Hauptstadt der Kiewer Rus, werden Tänzer und Musiker erwähnt und abgebildet, die mit der Flöte sopilka, der gestrichenen Schalenhalslaute gudok, der Kastenzither gusli, dem Doppelrohrblattinstrument zurna, der Rahmentrommel bubon (бубон) und dem Becken tarelki auftraten. In der sowjetischen Zeit wurden um 1960 an den Musikschulen und am Konservatorium von Kiew für den solistischen Einsatz und für die Verwendung in Volksmusikensembles vier Instrumente unterrichtet: das Zupfinstrument bandura, die Zither gusli, die Laute domra und die sopilka.
Zu den Instrumenten der heutigen ukrainischen Volksmusik gehören neben der sopilka die lange Holztrompete trembita, Violine (skrypka), Bass (basola, dreisaitige Gambe), Hackbrett (cymbaly), Dudelsack (wolnyka oder koza, vgl. den polnischen koza, bei den Huzulen duda) und Maultrommel (drymba). Das bekannteste Instrumentalensemble der Volksmusik (troista muzyka), das zur Tanzbegleitung bei Hochzeiten und anderen Festveranstaltungen gehört, besteht aus Violine, Hackbrett und Bass oder Rahmentrommel; ein anderes Ensemble tritt mit zwei Violinen, Bass und Flöte auf.
Um 1970 wurden Flöten mit zehn Fingerlöchern eingeführt – acht an der Oberseite und zwei Daumenlöcher, die eine chromatische Tonfolge ermöglichen. Seitdem kann die sopilka neben der Volksmusik auch in der populären Unterhaltungsmusik eingesetzt werden. So verwendet etwa die Popsängerin Ruslana Lyschytschko in ihrem Song Kolomyjka (auf der CD Wild Dances, 2003) Volksmusikinstrumente, darunter eine sopilka. Der Titel bezieht sich auf den huzulischen Volkstanz kolomyjka (Plural kolomyjky), dessen melodische und rhythmische Struktur die musikalische Basis bildet. Die sopilka folgt der Melodielinie der Gesangsstimme.
Die ursprünglich von Schäfern und Jungen solistisch zur eigenen Unterhaltung und mit regionaltypischen Melodien gespielte sopilka wurde Anfang des 20. Jahrhunderts zunächst von den Huzulen in Instrumentalensembles aufgenommen und später in die sowjetische Volksmusik mit gesamtukrainischen narodni muzychny instrumenty („nationalen Musikinstrumenten“) integriert. Wie in der Popmusik taucht die sopilka in Filmen als Stereotyp für ukrainisches Landleben auf, wozu ansonsten bunte Trachten, Pferdewagen und zlydni (unheilstiftende Kobolde aus dem Bereich der Volkserzählungen) gehören.